# Obana indecisa
Obana indecisa là một loài bướm đêm trong họ Noctuidae.